# جوناثان بلانكو
جوناثان بلانكو (بالإسبانية: Jonathan Blanco)‏ (29 أبريل 1987 في الأرجنتين - ) هو لاعب كرة قدم أرجنتيني في مركز الوسط. لعب مع أوليمبو وتيغري ونادي أتليتيكو ألدوسيفي.

## وصلات خارجية
- جوناثان بلانكو على موقع قاعدة بيانات كرة القدم.إي يو (الإنجليزية)
- جوناثان بلانكو على موقع Soccerway.com (الإنجليزية)